# ORCOD
ORCOD (abreviatura de ORganic COmpounds Design) es el nombre de la marca comercial que distribuye ORCOD LabBook Pro: un software quimioinformático especializado que aporta un marco científico integrado para profesionales dedicados a la química y disciplinas relacionadas. El programa incorpora funcionalidades para diseñar y ejecutar proyectos del ámbito de la química mediante técnicas de inteligencia artificial (IA) y algoritmos de automatización. ORCOD LabBook Pro actúa como una libreta de laboratorio electrónica especializada para químicos, mejorada con herramientas para la simulación de reacciones orgánicas, predicción de propiedades moleculares, simulación espectroscópica, extracción de estadísticas y preparación de rutas sintéticas, así como otras tareas habituales en los laboratorios de química.
El programa fue creado en 2015 y actualmente pertenece a ORCOD Chemistry. Se distribuye vía online bajo licencias comerciales para ser descargado y ejecutado en sistemas operativos Microsoft Windows.

## Características
El funcionamiento óptimo de ORCOD LabBook Pro consiste en generar información química (tanto a través de simulaciones, pruebas experimentales, diseños teóricos o fuentes bibliográficas), guardarla en esquemas de trabajo propios y, finalmente, analizarla y resumirla en forma de rutas sintéticas, estadísticas, comparaciones y consultas.
Las herramientas más relevantes aportadas por ORCOD LabBook Pro permiten:
- Digitalización de registros experimentales (libreta de laboratorio electrónica)
- Organización de reacciones, compuestos y modelos
- Simulación de reacciones orgánicas
- Predicción de propiedades moleculares
- Predicción de señales espectroscópicas
- Optimización de condiciones de reacción
- Automatización de extracción de análisis estadísticos
- Preparación de estrategias sintéticas
- Automatización de la escritura de procedimientos experimentales
- Citación bibliográfica
- Organización y consulta de bases de datos de compuestos y reacciones
- Optimización y uso de modelos de calibración
- Otras herramientas más específicas

El usuario puede almacenar el trabajo en esquemas de ORCOD (con la extensión *.orc) o exportarlo como hojas de cálculo (formato xlsx) o informes imprimibles (formato pdf).

## Aplicaciones
ORCOD LabBook Pro es empleado globalmente por un amplio espectro de profesionales químicos, especialmente incluyendo farmacia, biotecnología, ingeniería, petroquímica, sabores, agroquímica y energía, entre otros. Por otro lado, la mayoría de los usuarios se encuentran en instituciones, industria, departamentos académicos y servicios técnicos. Los principales fines por los que se usa ORCOD incluyen la investigación, organización de proyectos, diseño de procesos, publicación científica y educación.
A pesar de que el programa fue desarrollado inicialmente para químicos, también puede beneficiar a profesionales de disciplinas afines (p.ej. ingeniería, biología, geología, física o medicina, entre otros).